# Huanímaro
Huanímaro es una localidad del estado mexicano de Guanajuato. Es cabecera del municipio de Huanímaro.

## Toponimia
El nombre «Huanímaro» proviene del término en purépecha: cuaimaro. Su significado es «lugar de trueque».

## Demografía
| Gráfica de evolución demográfica |
|                                  |

| Censo | Población |
| ----- | --------- |
| 1900  | 2 112     |
| 1910  | 2 821     |
| 1921  | 1 576     |
| 1930  | 1 817     |
| 1940  | 2 311     |
| 1950  | 2 469     |
| 1960  | 2 603     |
| 1970  | 3 332     |
| 1980  | 3 756     |
| 1990  | 4 087     |
| 2000  | 4 717     |
| 2010  | 5 505     |
| 2020  | 5 740     |